# Вътрешни комуникации
Вътрешни комуникации  или понякога като вътрешни взаимоотношения са специализирана част от връзките с обществеността, която изгражда и поддържа взаимно-изгодни служебни отношения между мениджъри и служители, които са първостепенни за успеха на организацията.
Преди да започне създаването и укрепването на отношенията с клиенти, съседи, инвеститори и други външни за организацията публики, мениджмънтът трябва да изгради отношенията си със своите служители. Изпълнителните директори все по-често определят служителите си като „най-важната публика“ и се опитват да създадат организационна култура, която да привлича и задържа добрите служители.
Специалистите по вътрешни взаимоотношения работят в отдели, наричани „Комуникации със служители“ или „Вътрешни взаимоотношения“. Те планират и реализират програми за вътрешни комуникации. Целта е работещите в организацията да бъдат информирани и мотивирани. Фактори на мотивацията при вътрешните взаимоотношения са:
- Разбирателството, работата в екип и обещанието на служителите за постигане на най-високи резултати. Тези позитивни аспекти от поведението на работниците силно се влияят от ефективната човешка комуникация вътре в организацията.
- Нуждата да се изгради силна мрежа за мениджърска комуникация, която прави всеки супервайзър на всяко ниво отговорен за ефективна комуникация с подчинените. Това е много повече от събиране на информация, свързана с работата, и трябва да включва ключови бизнес и обществени въпроси.

Специалистите по вътрешни взаимоотношения работят в тясно сътрудничество с отдела по човешки ресурси, за да се обяснят предлаганите социални придобивки като бонуси, обучения, програми за безопасност и сигурност на работното място, и други теми, важни за работещите в организацията. Работят заедно с правния отдел по въпроси, свързани с договорните взаимоотношения и тяхното прекратяване. Също така си сътрудничат с колегите, които отговарят за комуникациите с външните публики, за да може организацията да „говори с един глас“.
Необходимостта от координация при посредничество за работа със служителите поставя ПР-практиците с техните комуникационни разбирания и умения в центъра на управлението на вътрешните взаимоотношения. За да протича ефективна комуникация, вътрешните взаимоотношения трябва да отговарят на най-малко седем условия:
- Доверие между служители и работодатели,
- Открита информация, която се движи свободно нагоре, надолу и встрани,
- Задоволителен статус и участие на всеки човек,
- Продължителна работа без конфликти и спорове,
- Здравословно обкръжение,
- Успех в инициативите,
- Оптимизъм за бъдещето.

## Аспекти на вътрешните взаимоотношения
Повечето аспекти на вътрешните взаимоотношения могат да се групират в пет функционални категории:
- Ориентиране, обучение и индоктриниране. За тази цел много компании разработват собствени програми за обучение, с които въвеждат новоназначените служители в мисията и визията на компанията, философията, оперативните политики и правила, организационната структура и култура, както и целят да ситуират служителя в обстановката, в която ще работи: специфична позиция, обхват на служебните задължения и отговорности, и т.н.
- Безопасност, сигурност и предотвратяване на загуби. Организациите имат две основни причини, за да се грижат за безопасността, сигурността и предотвратяването на загуби: опазване на материалните ресурси на организацията и добруването на членовете ѝ. В тесен смисъл, организациите са длъжни да осигуряват безопасни условия на труд, например чрез поставяне на противопожарни указания и оборудване, сигнално-охранителни устройства и предоставяне на специални защитни облекла и аксесоари. Организациите, които наистина са загрижени за своите служители, не просто спазват тези изисквания, но влагат и допълнителни ресурси в повишаване качеството на трудовия живот: ергономични мебели, ергономични компютърни клавиатури и мишки, регулиране качеството на въздуха и нивата на шума в помещенията и други [3].
- Компенсации и придобивки. Пакетите за компенсации и социални придобивки са много разнообразни и могат да включват здравни застраховки, застраховки живот, пенсионни планове, акции от компанията, покриване на разходи за: транспорт до дома, храна, посещения на фитнес зала, грижи за децата, семейни и лични консултации при специалисти, и други.
- Кариерно развитие и промени. Важни аспекти от трудовата мотивация са възможностите за израстване в йерархията, както и възможностите за пътувания и смяна на работната атмосфера. Промените на работното място винаги са свързани с определен стрес, дори когато са желани, което особено силно важи за служители, които не са участвали в такива процеси. Когато обаче промените в една организация се предприемат по силата на обстоятелствата и будят у служителите несигурност и безпокойство, вътрешните комуникации между тях и ръководството имат важна роля за информиране за актуалното състояние на организацията, за туширане на напрежението, както и за адаптиране на служителите по време и след промените.
- Дух на общност и удовлетвореност. Изграждане на общностен дух и чувство на удовлетвореност у служителите е петата цел на вътрешните взаимоотношения в една организация. Всяко от посланията, което се отправя в изпълнение на всяка от другите четири цели, може да бъде част и от този аспект на вътрешните взаимоотношения, но има и специфични за тази цел послания. Примери за такива специфични послания са отличаването на даден служител за „служител на месеца“ и провеждането на тиймбилдинг мероприятия.